# Daniel Collin
Daniel Collin (geb. 13. Mai 1824 in Grätz in Posen, gest. 6. Dezember 1910, wohl in Berlin) war ein deutscher Buchhändler und Verleger.
Er war nacheinander Chef der bedeutenden Buchhandelsfirmen A. Asher & Co. und I. Guttentag. Er stand außerdem dem Eigentümer-Konsortium der Berliner Bürger-Zeitung vor.

## Leben
Als Daniel Collin noch im Kindesalter war, zog seine Familie von Grätz in Posen nach Berlin, wo Collin bis 1840 das Gymnasium zum Grauen Kloster besuchte. Nach Abschluss seiner Schulzeit absolvierte Collin eine Buchhändlerlehre in der Verlagsbuchhandlung Veit & Comp. von Moritz Veit und Joseph Levy (ab 1839: Joseph Lehfeldt), die sich damals noch in Berlin befand. Nach der Lehre arbeitete Collin eine Weile in dem Sachbuchverlag Duncker & Humblot sowie in der Verlagsbuchhandlung A. Asher & Co. von Adolf Asher. Danach ging er nach London, wo er für den Buchhändler und Antiquar D. Rutt arbeitete und exzellente Kenntnisse der englischen Sprache und des englischsprachigen Büchermarktes erwarb.
Nachdem Adolf Asher im Jahr 1852 auf einer Geschäftsreise nach Venedig verstorben war, übernahm Ashers bisheriger Teilhaber Albert Cohn die Buchhandlung A. Asher & Co., der ein alter Freund von Daniel Collin war und diesen 1852 in seine Buchhandlung aufnahm. Collin blieb bis 1871 Teilhaber von A. Asher & Co.; dann übernahm er die Verlagsbuchhandlung I. Guttentag, die er bis zum 1. Juli 1877 in Gemeinschaft mit Wilhelm Müller, danach bis zum 31. Dezember 1885 mit Oscar Haering und vom 1. Januar 1886 bis zum 31. Dezember 1889 mit Hugo Heimann führte. Am 1. Januar 1890 übergab er das Geschäft Hugo Heimann zum alleinigen Eigentum und lebte ab dem 1. Oktober 1890 als Rentner. Mitglied der Korporation der Berliner Buchhändler ist er bis zu seinem Tode im Jahr 1910 geblieben.
Collin war auch Direktor der (aus der Daubitz’schen Staatsbürger-Zeitung hervorgegangenen) Berliner Bürger-Zeitung und an der Buchdruckerei der Berliner Bürger-Zeitung beteiligt. Die Buchdruckerei ging, nachdem die Bürger-Zeitung kurz zuvor eingegangen war, in die Hände von W. & S. Loewenthal über.
In den 1870er Jahren war Daniel Collin Verleger des Berliner Adressbuches. Am 1. Oktober 1878 übernahm dann die Firma W. & S. Loewenthal den Verlag des Berliner Adressbuches.
Daniel Collin war mit Therese, geb. Cohn, verheiratet, einer geschulten Sängerin. Das Paar hatte drei Kinder, einen Sohn und zwei Töchter. Der Sohn starb in jungen Jahren.